# Radio Nacional de España
Pour les articles homonymes, voir RNE.
Radio Nacional de España (RNE; en français : « Radiodiffusion nationale d'Espagne ») est un organisme public regroupant plusieurs stations de radios espagnoles. Il appartient à l’organisme public RTVE, qui inclut également la télévision publique.

## Histoire

### Origines
Radio Nacional de España est créée le 19 janvier 1937 à Salamanque par les nationalistes, au cours de la guerre d'Espagne. À ce moment, le potentiel de propagande de la radio apparaît au grand jour, et les deux camps en présence ne s’en privent pas. La RNE dépend alors de la Délégation de l’État pour la presse et la propagande (Delegación del Estado para Prensa y Propaganda). Ses studios se situent dans le palais d’Anaya, à Salamanque, siège de l’Office de la presse et de la propagande (Oficina de Prensa y Propaganda), dont les premiers directeurs sont aussi de la RNE.
Le premier émetteur, d’une puissance de 20 kW, de la marque Telefunken, est un cadeau de l’Allemagne nazie au régime franquiste.
À partir du 14 juin 1937, RNE assume la fonction de source de la radio nationaliste. Jusqu’à cette date, cette fonction incombait à Radio Castilla, située à Burgos, qui élaborait l’information et la propagande que toutes les stations nationalistes devaient obligatoirement diffuser.
Durant cette étape, ainsi que pendant la Seconde Guerre mondiale, jusqu’en 1942, RNE collabore avec les puissances de l’Axe en diffusant les nouvelles en espagnol des radios officielles d’Allemagne et d’Italie.

### L’après-guerre civile
Le 9 octobre 1939, Franco ordonne aux stations privées de se soumettre à la censure préalable de la Phalange et confie à la RNE l’exclusivité de l’information. 
La conséquence est que toutes les stations, aussi bien publiques que privées, doivent entrer en relation avec RNE pour diffuser les journaux parlés réalisés par la voie officielle. Ces journaux parlés, il y en avait un à midi et un autre la nuit, sont connus sous le nom de el parte
Dans cette situation, les seules informations non officielles auxquelles accèdent les Espagnols sont les émissions en espagnol de la BBC ou de Radio España Independiente, connue sous le nom de La Pirenaica, une station du parti communiste espagnol basée à Moscou.
Ont également lieu des émissions pour l’étranger faites en plusieurs langues.
À partir de la fin de la Seconde Guerre mondiale, commence un long chemin pour la radio publique espagnole, dû à la pénurie de moyens ainsi qu’au blocage international qui empêche RNE d’intégrer l’Union Européenne de Radiodiffusion (U.E.R.)
À la fin des années 1950 et au début des années 1960 des innovations techniques commencent à être introduites comme la modulation de fréquence ou les émissions stéréophoniques.
De plus est créée une station supplémentaire, de caractère commercial, appelée Radio Peninsular.
En 1964 a lieu la première grande restructuration de la station. Un réseau de centres émetteurs est créé, doté d’émetteurs puissants en ondes moyennes avec une puissance de 250 et de 500 kW, qui permettent une couverture totale du territoire espagnol et d’une bonne partie de l’Europe. Ces centres, interconnectés aux studios centraux de Madrid, émettent normalement le même signal, bien que certains disposent de studios pour émettre leurs propres informations à certaines heures.
En novembre 1965 apparaît un second programme à travers un réseau de stations de radio en FM, consacré à la musique, profitant des qualités spéciales de cette méthode de diffusion. Cette station porte actuellement le nom de Radio Clásica. En 1971, RNE inaugure un nouveau centre d’émission en ondes courtes pour le service extérieur, situé à Noblejas. En 1975, ce service connaît une profonde réorganisation, en favorisant les émissions destinées aux Espagnols expatriés et en supprimant celles en langues slaves.

### La fin du régime franquiste et l'arrivée de la démocratie

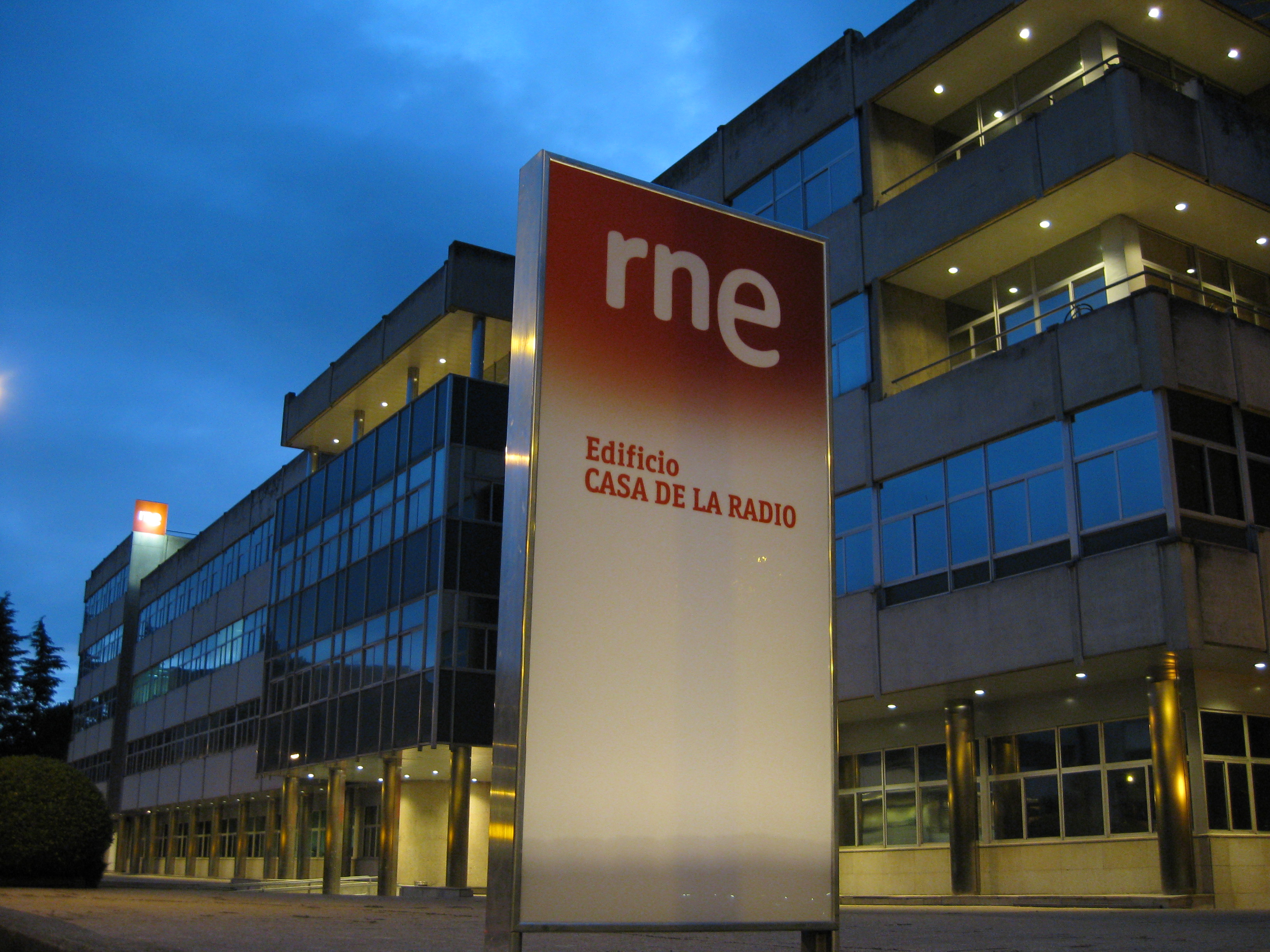
Le siège de RNE à Pozuelo de Alarcón (Casa de la Radio).

L’arrivée de la démocratie produit plusieurs changements, comme la suppression le 25 octobre 1977 de l’obligation faite aux radios privées de se connecter à RNE pour la diffusion de journaux parlés. Ainsi chaque station peut réaliser ses propres bulletins d’information.
À la fin des années 1970, une station de radio à contenus éducatifs et culturels créée en 1953 et audible seulement à Madrid, nommée Tercer Programa (RNE 3), voit sa diffusion étendue à toute l’Espagne et sa programmation inclure également de la musique.
De forme similaire aux radios privées et à celles de RNE, d’autres stations, semi-officielles, ont fonctionné sous la dictature de Franco. Elles appartenaient aux Sindicatos Verticales (Cadena de Emisoras Sindicales), au Movimiento (Red de Emisoras del Movimiento), et à l’Organización Juvenil (Cadena Azul de Radiodifusión). Ces organisations disparues, leurs stations de radio sont regroupées en 1981 dans une société d’État appelée Radiocadena Española. Mais certaines sont fermées car elles ne font pas partie des fréquences assignées à l’Espagne dans les conventions internationales de distribution du spectre radioélectrique.
En 1989, Radiocadena Española et Radio Nacional fusionnent, initiant la situation actuelle, avec six stations thématiques.

## Stations de RNE
RNE possède six stations de radio:
- Radio Nacional (auparavant Radio 1) : généraliste
- Radio Clásica (auparavant Radio 2) : musique classique
- Radio 3 : pop, rock, culture jeune
- Ràdio 4 : station en langue catalane
- Radio 5 (dite aussi Radio 5 Todo Noticias) : informations en continu
- Radio Exterior de España: service international. Des émissions en français, arabe, portugais, russe, anglais et judéo-espagnol existent aussi.

Radio Nacional / Radio 1
Radio Clásica
Radio 3
Ràdio 4
Radio 5
Radio Exterior de España